# 土屋太鳳
土屋太鳳（日语：／ Tsuchiya Tao，1995年2月3日—），日本女演員、模特兒。出生於日本東京都，隸屬Sony Music Artists。

## 經歷
2005年，由角川映畫、Sony Music及Yahoo! Japan合辦的“Miss. Phoenix”選拔會中從3萬7789名參賽者中脫穎而出，獲得評委會特別獎，因而進入演藝界。
2008年，成為雜誌《Hana*chu→》的專屬模特兒。同年透過選拔，在500位競爭者中取得在電影《天才小釣手》的演出機會。
2010年就讀女子高中。同年接拍NHK的大河劇《龍馬傳》，飾演少女時期的坂本乙女，是土屋首次在電視上出演的角色。
2011年演出連續劇《鈴木老師》當中小川蘇美一角。
2013年3月於高中畢業，同年4月入讀日本女子體育大學體育學部運動科學科，主修舞蹈學。
2014年，在2020位試鏡者的競爭下，從甄選會脫穎而出獲得主演NHK晨間劇第92部作品《小希》女主角「津村希」的機會，亦是土屋首次主演連續劇。《小希》在2014年秋季開拍，於2015年3月播放，而且主題曲「希空〜まれぞら〜」是由她填詞的作品。在此劇之前，土屋曾兩度參演晨間劇，包括在2011年《太陽公公》中飾演學生角色，以及在2014年《花子與安妮》中飾演主角安東花的妹妹「安東桃」。
2016年主演WOWOW電視台的連續劇，為改編自東野圭吾同名小說《杜鵑鳥的蛋是誰的》，此劇亦是土屋初次主演的民營電視台電視劇。
2023年1月1日，宣布與GENERATIONS from EXILE TRIBE成員片寄涼太結婚，二人於2016年拍攝的《哥哥太愛我了怎麼辦》中結識，自2017年起開始交往，低調交往5年，並宣佈了已懷孕的事實。

## 演出

### 電影
| 年分       | 電影                                         | 飾演角色                              |
| ---------- | -------------------------------------------- | ------------------------------------- |
| 2008年9月  | 東京奏鳴曲                                   | 黑須美佳                              |
| 2009年3月  | 天才小釣手                                   | 高山百合                              |
| 2010年12月 | 赛罗·奥特曼 THE MOVIE 超决战！贝利亚银河帝国 |                                       |
| 2011年8月  | 日輪的遺產                                   |                                       |
| 2012年12月 | 米娜村沒有用盡                               | 松下神菜，主演                        |
| 2013年1月  | 電影 鈴木老師                                | 小川蘇美                              |
| 2013年10月 | ARCANA                                       | マキ／長瀬さつき(一人分飾兩角)，主演  |
| 2013年12月 | 赤色煉戀                                     | 樹里                                  |
| 2014年8月  | 浪客劍心 京都大火篇                          | 卷町操                                |
| 2014年8月  | 人狼遊戲 BEAST SIDE                          | 樺山由香，主演                        |
| 2014年9月  | 浪客劍心 傳說落幕篇                          | 卷町操                                |
| 2015年10月 | 圖書館戰爭                                   | 中澤毬江                              |
| 2015年12月 | orange橘色奇蹟                               | 高宮菜穗，主演                        |
| 2016年     | 金牌男子                                     |                                       |
| 2016年8月  | 青空吶喊                                     | ，主演                                |
| 2017年3月  | P與JK                                        | 本谷歌子                              |
| 2017年6月  | 哥哥太愛我了怎麼辦                           | 橘せとか ，主演                       |
| 2017年9月  | 壓軸女孩！                                   | ，主演                                |
| 2017年12月 | 跨越8年的新娘                                | 中原麻衣，雙主演                      |
| 2018年4月  | 鄰座的怪同學                                 | 水谷雫，雙主演                        |
| 2018年9月  | 累                                           | 丹沢ニナ/淵 累 (一人分飾兩角)，雙主演 |
| 2018年12月 | 等待春天的我們                               | 春野美月，主演                        |
| 2019年2月  | 七場會議                                     | 三澤奈奈子                            |
| 2020年6月  | 日之丸魂 〜舞台裡的英雄們〜                  | 西方幸枝                              |
| 2020年11月 | 強運燒肉饌                                   | 靜香，主演                            |
| 2021年2月  | 變調的灰姑娘                                 | 小春，主演                            |
| 2021年4月  | 浪客劍心 最終章 The Final                    | 卷町操                                |
| 2021年6月  | 浪客劍心 最終章 The Beginning                | 卷町操                                |
| 2021年8月  | 鳩的擊退法                                   | 鳥飼なほみ                            |
| 2022年2月  | 大怪獸的善後處理                             | 雨音雪乃                              |
| 2023年3月  | 我的幸福婚約                                 | 澄美（特別出演）                      |
| 2024年2月  | 完美配對謀殺案                               | 輪花，主演                            |
| 2024年8月  | 赤羽骨子的秘密保鑣                           | 尽宮正親                              |
| 2024年10月 | 八犬傳                                       | 伏姫                                  |

### 電視劇
| 年分                      | 電視台                     | 電視劇                         | 飾演角色                             |
| ------------------------- | -------------------------- | ------------------------------ | ------------------------------------ |
| 2010年1月3日              | NHK                        | 龍馬傳 第1集                   | 坂本乙女（少女時期）                 |
| 2011年3月4日 - 4月8日     | AMG Entertainment          | 犬飼桑之犬 第8集至大結局       |                                      |
| 2011年4月25日－6月27日    | TX                         | 鈴木老師                       | 小川蘇美                             |
| 2011年8月12日、26日       | TBS                        | 櫻蘭高校男公關部 第4、6集      | 寶積寺蓮華                           |
| 2011年8月13日 - 9月23日   | NHK                        | 太陽公公 第19至25週            | 木村花（少女時期）                   |
| 2012年1月2日              | TX                         | 忠臣藏～義和愛                 | 井坂八重                             |
| 2012年7月20日 - 9月21日   | TBS                        | 黑之女教師                     | 松本栞                               |
| 2012年9月5日 - 12日       | TX                         | 奥特曼列传 第62至63集          |                                      |
| 2013年4月28日 - 6月16日   | NHK BS Premium             | 深夜的麵包店                   | 篠崎希實                             |
| 2013年7月12日 - 9月27日   | TX                         | Limit 界限                     | 神矢知惠子                           |
| 2014年3月4日 - 4月22日    | NHK BS Premium             | 今夜只想擁抱心                 | 真丘美羽，主演（與田中美佐子雙主演） |
| 2014年3月31日 - 9月27日   | NHK                        | 花子與安妮                     | 安東桃                               |
| 2015年3月30日 - 9月26日   | NHK                        | 小希                           | 津村希→紺谷希，主演                  |
| 2015年10月5日             | TBS                        | 圖書館戰爭 BOOK OF MEMORIES    | 中澤毬江                             |
| 2015年10月18日 - 12月20日 | TBS                        | 下町火箭                       | 佃利菜                               |
| 2016年3月27日－5月1日     | WOWOW                      | 杜鵑鳥的蛋是誰的               | 緋田風美，主演                       |
| 2016年4月23日 - 6月18日   | 日本電視台                 | 樂天使                         | 阿熊幸，女主角                       |
| 2016年10月16日 - 12月18日 | TBS                        | IQ246〜華麗事件簿〜            | 和藤奏子，女主角                     |
| 2017年4月12日 - 5月10日   | NTV                        | 哥哥太愛我了怎麼辦             | 橘瀨戶花，主演                       |
| 2018年7月13日 - 9月14日   | TBS                        | 熱舞啦啦隊                     | 藤谷若葉，主演                       |
| 2018年10月14日 - 12月23日 | TBS                        | 下町火箭2                      | 佃利菜                               |
| 2019年2月22日             | 讀賣電視台・日本電視放送網 | 約定的舞臺〜兩人穿越時空的歌〜 | 小澤翼，主演                         |
| 2019年3月28日             | 富士電視台                 | 砂之器                         | 成瀨梨繪子                           |
| 2019年11月13日            | NHK BS Premium             | W的悲劇                        | 和辻摩子，主演                       |
| 2020年4月18日 - 5月16日   | WOWOW                      | 鐵之骨                         | 野村萌                               |
| 2022年4月21日 - 6月30日   | 富士電視台                 | 麻煩一族                       | 篠原佐都，主演                       |
| 2023年7月7日 - 9月1日     | 朝日電視台                 | 警部補大魔神                   | 七夕夕夏                             |
| 2024年8月31日 - 9月14日   | NHK                        | Shrink-精神科醫生弱井-         | 雨宮有里                             |
| 2024年10月20日 - 12月22日 | TBS                        | 海中沉睡的鑽石                 | 百合子                               |
| 2025年4月18日             | TBS                        | IGNITE 第1集                   | 斎藤美咲                             |

### 網路劇
| 年分           | 平台    | 劇名              | 飾演角色                     |
| -------------- | ------- | ----------------- | ---------------------------- |
| 2020年12月10日 | Netflix | 今際之國的闖關者  | 宇佐木柚葉，與山崎賢人雙主演 |
| 2022年12月22日 | Netflix | 今際之國的闖關者2 | 宇佐木柚葉，與山崎賢人雙主演 |
| 2025年9月25日  | Netflix | 今際之國的闖關者3 | 宇佐木柚葉，與山崎賢人雙主演 |

### 配音

#### 電影動畫
| 年分           | 電影             | 飾演角色           |
| -------------- | ---------------- | ------------------ |
| 2017年8月12日  | 芭蕾奇緣         | 菲麗西，（聲）主演 |
| 2021年10月29日 | 讓我聽見愛的歌聲 | 詩音，（聲）主演   |

#### 電視動畫
| 年分                  | 電視台     | 電視動畫           | 飾演角色                   |
| --------------------- | ---------- | ------------------ | -------------------------- |
| 2016年1月7日－3月24日 | 富士電視台 | 只有我不存在的城市 | 藤沼悟（10歲），（聲）主演 |

#### 真人電影
| 年分   | 電影   | 飾演角色  | 備註     |
| ------ | ------ | --------- | -------- |
| 2019年 | 大黃蜂 | 查莉·華森 | 日語配音 |

### 綜藝節目
| 節目名稱                   | 出演時間                | 電視台     | 備註     |
| -------------------------- | ----------------------- | ---------- | -------- |
| GURU GURU 99「美食冤大頭」 | 2019年1月17日－12月19日 | 日本電視台 | 固定成員 |

## 書籍
- 連続テレビ小説「まれ」写真集（2015年9月16日、NHK出版、撮影：市橋織江）

### 写真集
- つぼみ1 土屋太鳳（2011年10月13日、マガジンハウス、撮影：石垣星児）
- フォトブック「DOCUMENT」（2015年2月3日、東京ニュース通信社、撮影：細居幸次郎）
- 土屋太鳳2nd写真集「初戀。」（2017年12月15日、東京ニュース通信社、撮影：藤本和典・演出：辻本知彦）[29]

### 雑誌
- Hana*chu→（2008年3月号 - 2010年7月号、主婦の友社） - 専属模特

## 外部連結
- 經紀公司個人介紹頁（日語）
- 土屋太鳳的官方粉絲俱樂部（日語）
- 官方部落格（日語）
- 土屋太鳳的Instagram帳戶（日語）
- 土屋太鳳在互联网电影资料库（IMDb）上的資料（英文）